# Universidad de Ingeniería y Tecnología
La Universidad de Ingeniería y Tecnología (siglas: UTEC) es una universidad privada peruana ubicada en el distrito de Barranco, en Lima, Perú. Se creó el 1 de septiembre de 2011 e inició sus operaciones en 2012 con cinco carreras en pregrado. Actualmente cuenta con doce carreras, programas de educación ejecutiva y una Escuela de Posgrado, además de diversos centros de investigación.

## Historia
La Universidad de Ingeniería y Tecnología fue fundada el 1 de septiembre de 2011, por el ingeniero y empresario peruano Eduardo Hochschild, líder del Grupo Hochschild. UTEC fue la primera universidad en el Perú en obtener el licenciamiento de la Superintendencia Nacional de Educación Superior Universitaria (SUNEDU) en 2016.

## Campus

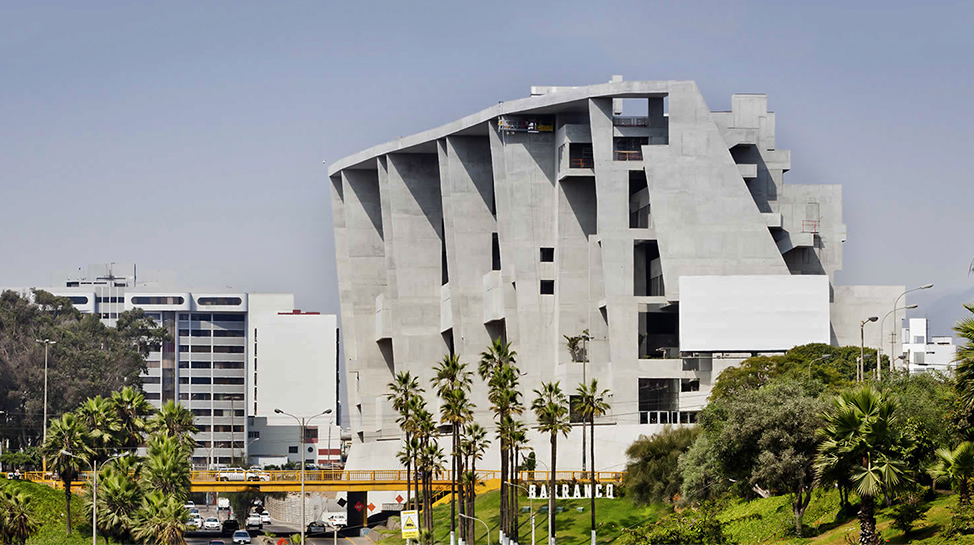
Foto del campus ubicado en el distrito de Barranco.

El campus de Universidad de Ingeniería y Tecnología está ubicado en el distrito de Barranco, en Lima, Perú. Su diseño estuvo a cargo de las arquitectas irlandesas Yvonne Farrell y Shelley McNamara de Grafton Architects, quienes a inicios de 2020 fueron reconocidas con el Premio Pritzker.
Para la construcción del edificio principal del campus se aprovechó la dirección del viento para dotar de ventilación natural a las aulas, asimismo, la orientación consideró el trayecto del sol para poder generar un 19 % de ahorro en el consumo de energía eléctrica y hasta un 41 % en el uso de agua. La edificación cuenta con más de 30 000 m², empleándose un 34 % de material reciclado en su elaboración.

### Reconocimientos internacionales
El diseño del edificio principal ha recibido los siguientes reconocimientos internacionales:
- 2012: «León de Plata» en la Bienal de Arquitectura de Venecia.[12]
- 2016: Premio al «Mejor edificio del mundo» por su infraestructura, otorgado por el Royal Institute of British Architects (RIBA).[13] En el 2019 la edificación fue considerada en una de las diez mejores del siglo en la lista elaborada por The Guardian.[14] También obtuvo el certificado LEED otorgado por US Green Building Council.[15]
- 2017: Certificación LEED, en el nivel Silver, otorgada por el Consejo de la Construcción Verde de Estados Unidos (USGBC) en razón a su «alta eficiencia energética y sostenibilidad a costo cero».[11][16]
- 2020: Martha Thorne, directora ejecutiva del Premio Pritzker, lo consideró uno de los «nueve edificios más influyentes de la década».[17]

### Controversias
La construcción de la UTEC se realizó sobre los restos de la huaca «La Viñita», el último vestigio arqueológico precolombino de Barranco. De acuerdo con el Inventario de Monumentos Arqueológicos del Perú: Lima Metropolitana (Primera Aproximación), escrito en 1985 por el arqueólogo Rogger Ravines para el Instituto Nacional de Cultura y la Municipalidad Metropolitana de Lima, la citada huaca «La Viñita» estaba catalogada con el número 90, y se encontraba en el cruce de la Quebrada de Armendáriz y la Vía Expresa, abarcando unos 5000 m². Consistía en un montículo de unos tres metros de alto, con varios recintos bastante derruidos y estructuras de tapia, los cuales fueron progresivamente desmantelados por los sucesivos propietarios del predio. Sin embargo, la Resolución Directoral Nacional n.o 465/INC, emitida el 2008 por el Instituto Nacional de Cultura, rectificó la condición del terreno, al resolver que se encontraba libre de contenido arqueológico.

## Áreas académicas
| Área académica | Programas académicos                                                         |                                                   |
| -------------- | ---------------------------------------------------------------------------- | ------------------------------------------------- |
| Pregrado       | Ingeniería Industrial                                                        | Ingeniería Industrial                             |
| Pregrado       | Ingeniería Electrónica                                                       |                                                   |
| Pregrado       | Ingeniería Química                                                           |                                                   |
| Pregrado       | Ingeniería Mecánica                                                          |                                                   |
| Pregrado       | Ingeniería de la Energía                                                     |                                                   |
| Pregrado       | Bioingeniería                                                                |                                                   |
| Pregrado       | Ciencia de la Computación                                                    |                                                   |
| Pregrado       | Ingeniería Ambiental                                                         |                                                   |
| Pregrado       | Ingeniería Civil                                                             |                                                   |
| Pregrado       | Ingeniería Mecatrónica                                                       |                                                   |
| Pregrado       | Administración y Negocios Digitales (semipresencial)                         |                                                   |
| Pregrado       | Ciencia de Datos (semipresencial)                                            |                                                   |
| Posgrado       | Maestría Profesional en Ciencia de la Computación                            | Maestría Profesional en Ciencia de la Computación |
| Posgrado       | Maestría Profesional en Dirección Estratégica de Tecnología                  |                                                   |
| Posgrado       | Maestría Profesional en Management Analytics e Inteligencia Artificial       |                                                   |
| Posgrado       | Maestría Profesional en Ciencia de Datos e Inteligencia Artificial           |                                                   |
| Posgrado       | Maestría Profesional en Energy Management                                    |                                                   |
| Posgrado       | Maestría Profesional en Engineering Management                               |                                                   |
| Posgrado       | Maestría Profesional en TECH MBA                                             |                                                   |
| Posgrado       | Maestría de Investigación en Ciencias de la Ingeniería                       |                                                   |
| Posgrado       | Maestría de Investigación en Manejo de Colecciones y Conservación Preventiva |                                                   |

## Investigación

### Centros de investigación
La Universidad de Ingeniería y Tecnología tiene diversos ejes temáticos de investigación, como: agua y medioambiente, bioingeniería, conservación del patrimonio histórico y minería, entre otros. Cuenta con los siguientes centros de investigación:
- Centro de Investigación y Tecnología del Agua (siglas: CITA): Genera información basada en el estudio del agua, bajo perspectivas sociales y ambientales. Entre los proyectos de investigación desarrollados figuran el monitoreo de cuencas, la estimación del potencial de energías renovables, los estudios hidrosedimentarios, la geomorfología de ríos amazónicos y la valoración de humedales.[27] La investigación Ríos Danzantes,[28] que se inició en 2018, evaluó el potencial impacto ambiental[29] que traería diversos proyectos de infraestructura en los ecosistemas de los principales ríos de la Amazonía peruana: Ucayali, Marañón, Huallaga y Amazonas.
- Centro de Investigación en Bioingeniería (siglas: Centro BIO): Integra la ingeniería con la biología. Cuenta con las siguientes líneas de investigación: bioinformática y medicina cuantitativa, bioprocesos y control biológico, procesamiento de imágenes y señales biomédicas, biodiversidad y ciencias ómicas, nanotecnología y nanomedicina, biomecánica y biotransporte, ingeniería de tejidos, microfluidos y BioMEMS, biodiseño y dispositivos médicos, y biología sintética en procesos ambientales.[30]
- Centro de Investigación del Cemento y Concreto (siglas: CIC).
- Centro de Impacto y Responsabilidad Social (siglas: CIRSO).
- Centro de Investigación y Conservación del Patrimonio: Se enfoca en la preservación y conservación el patrimonio cultural peruano mediante soluciones tecnológicas. Sus áreas de investigación son los monumentos, los paisajes y la sostenibilidad; la caracterización y el diagnóstico de materiales, y la evaluación y la gestión de riesgos.[31]
- Centro de Investigación en Computación Sostenible. Es el sexto centro de investigación multidisciplinario de UTEC. Se inauguró en 2019 con la idea de proporcionar soluciones computacionales a problemas relacionados con el equilibrio de las necesidades ambientales, económicas y sociales. Una de sus primeras investigaciones busca mejorar los tratamientos oncológicos.[32]

## Rankings académicos
En los últimos años se ha generalizado el uso de rankings universitarios internacionales para evaluar el desempeño de las universidades a nivel nacional y mundial; siendo estos rankings clasificaciones académicas que ubican a las instituciones de acuerdo a una metodología científica de tipo bibliométrica que incluye criterios objetivos medibles y reproducibles, tomando en cuenta por ejemplo: la reputación académica, la reputación de empleabilidad para los egresantes, la citas de investigación a sus repositorios y su impacto en la web. Del total de 100 universidades licenciadas en el Perú, la Universidad de Ingeniería y Tecnología se ha ubicado regularmente dentro de los quince primeros lugares a nivel nacional en determinados rankings universitarios internacionales.
En 2020 la UTEC se ubicó en el primer lugar en los rankings de producción científica per cápita en el Perú de Scopus y Web of Science. En el Ranking histórico de instituciones universitarias (1980-2020) ocupó el puesto 16 de 97 universidades.